# Schimmert
Schimmert (Limburgs: Sjömmert) is een van de hoogst gelegen (kerk)dorpen van Nederland. Het ligt op een plateau (het Centraal Plateau, ofwel het Plateau van Schimmert) aan de rand van het Heuvelland (Zuid-Limburg).  Het wordt gekenmerkt door een rijk verenigingsleven.
Schimmert maakt deel uit van de gemeente Beekdaelen, en tot 31 december 2018 van de gemeente Nuth,  gelegen in de provincie Limburg. De belangrijkste weg is de Hoofdstraat, waaraan de kerk is gelegen. Schimmert heeft 3.171 (2023) inwoners en maakte tussen 1982 en 2019 deel uit van de gemeente Nuth. 
Bij Schimmert worden vijf gehuchten gerekend:
- Oensel
- Groot Haasdal
- Klein Haasdal
- De Bies
- Kruis

## Legende
De naam Schimmert zou volgens een oude legende afkomstig zijn van Karel de Grote, die tijdens een trektocht zou zijn verdwaald. Plots zag hij een licht schijnen (Schinnen) en een licht schimmeren (Schimmert). Als dank voor het weer terugvinden van zijn geplande route liet Karel de Grote op de plaatsen waar hij beide lichtschijnselen waarnam een kapel bouwen.

## Geschiedenis
Schimmert is een driesdorp, dat voor het eerst werd vermeld in 847. Op het noordelijk deel van het dorp, Bies genaamd, kwamen zes wegen bij elkaar (Mareweg, Hoofdstraat, Op de Bies, Langstraat, Vauwerhofweg en Rozemarijnstraat) waaraan bebouwing had plaatsgevonden. In de 2e helft van de 20e eeuw kwam daar nog enige lintbebouwing bij.
De Montfortanen en de Dochters der Wijsheid (de vrouwelijke tak van de Monfortanen) kwamen in 1881 naar Schimmert en in 1884 werd een door hen geleid seminarie geopend dat tot 1973 functioneerde. De gebouwen werden in 2003 gesloopt. De paters Monfortanen wonen in een klooster achter de Kerk.

## Bezienswaardigheden
- De Watertoren
- Sint-Remigiuskerk
- De Joodse begraafplaats in Haasdal
- Monument ter nagedachtenis aan de gesloopte kloosters van de Paters Montfortanen en de Dochters der Wijsheid op de splitsing Op de Bies/Rozemarijnstraat.
- Paterskerkhof Schimmert, waar de paters en zusters van voornoemde kloosters begraven liggen.
- Heilig Hartbeeld

Ook zijn er in Schimmert tal van kapelletjes, te weten de
- Sint-Rochuskapel in Klein Haasdal, van 1893, verplaatst in 1934
- Sint-Hubertuskapel in Groot Haasdal, van 1931
- Mariakapel in Klein Haasdal
- Mariakapel in Kruis, van 1937
- Mariakapel in Op de Bies, van 1933

Enkele belangrijke boerderijen zijn:
- Hoofdstraat 3, gesloten hoeve in mergelsteen met twee in- en uitgezwenkte gevels van 1709 en 1710.
- Hoofdstraat 97, 18e-eeuwse hoeve, gedeeltelijk in vakwerk uitgevoerd.
- Hoofdstraat 5-7, gesloten hoeve van 1810.

Zie ook
- Lijst van rijksmonumenten in Schimmert
- Lijst van gemeentelijke monumenten in Schimmert

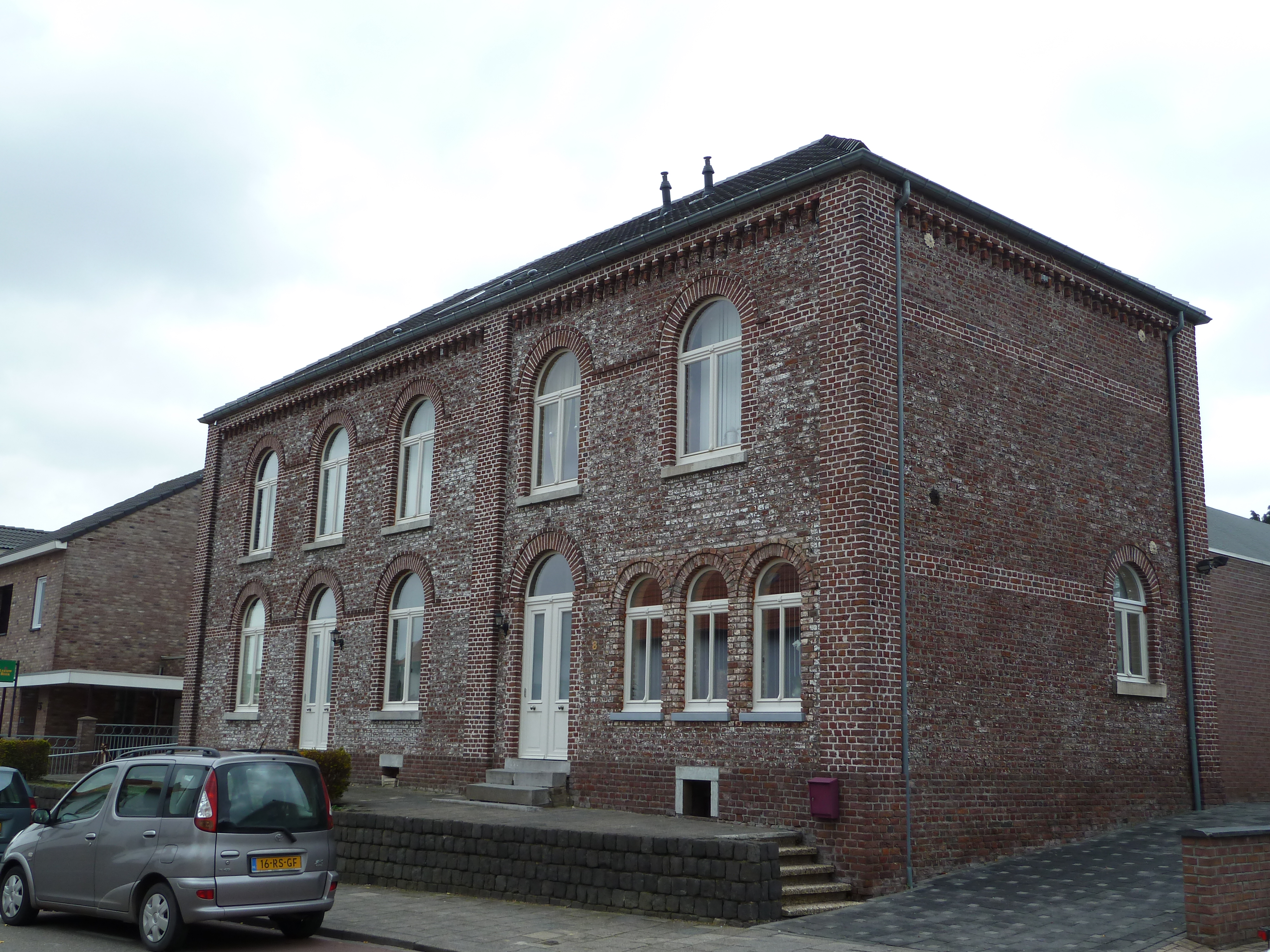
Het oude gemeenschapshuis (feitelijk het huis er naast...)
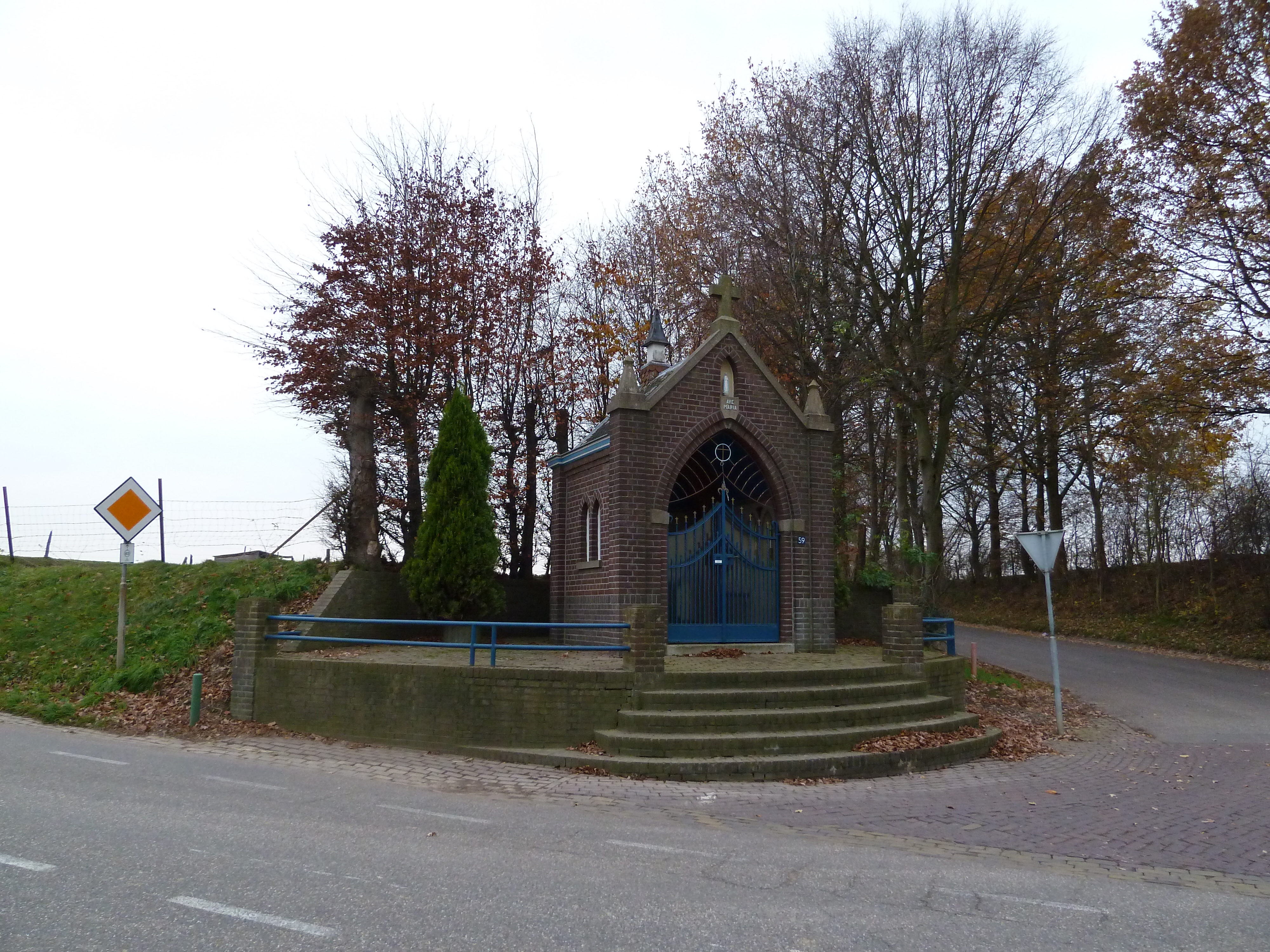
Mariakapel aan het einde van de Kruisstraat
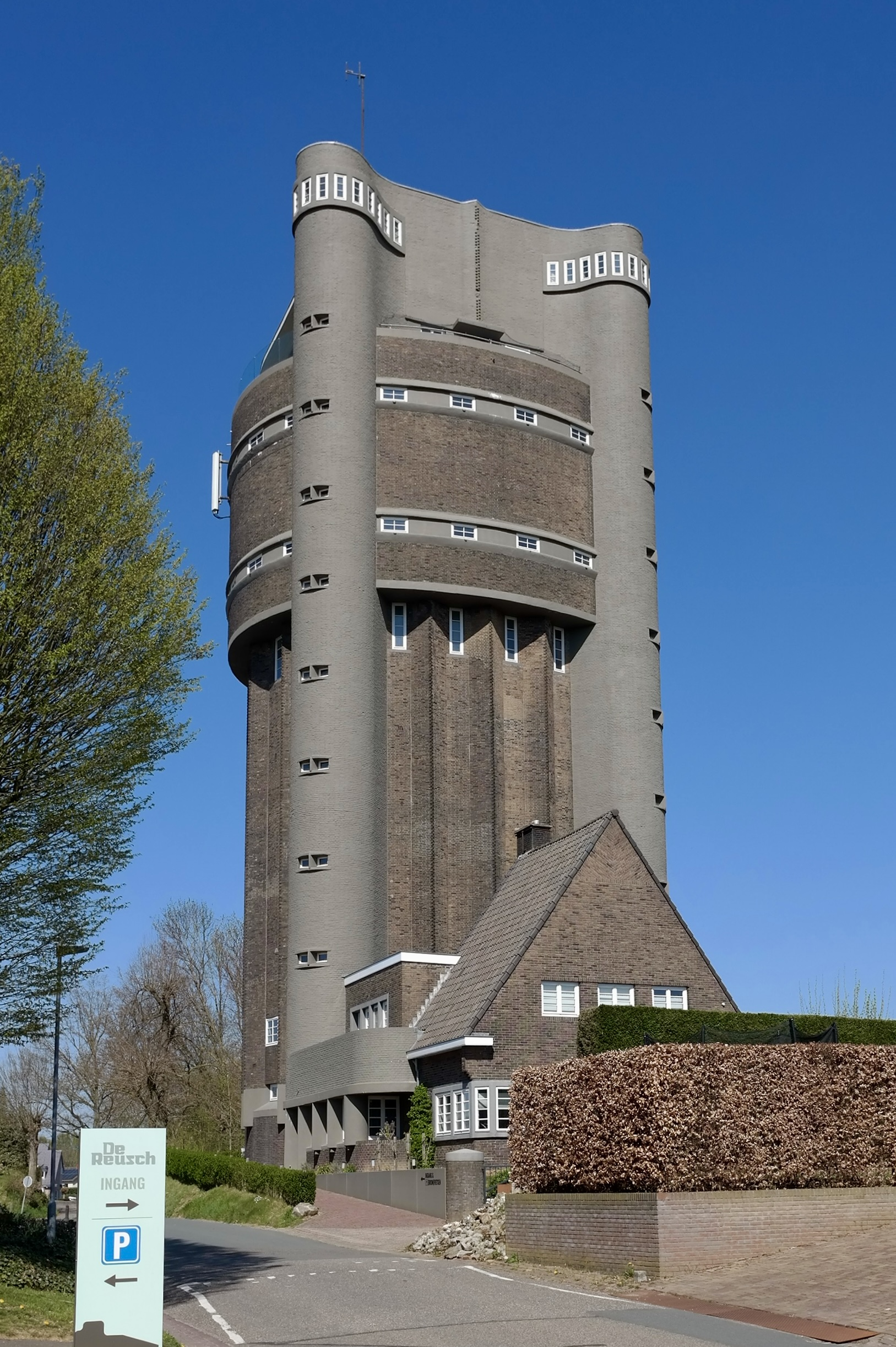
De watertoren van architect Jos Wielders.

## Voorzieningen
In Schimmert bevinden zich verschillende voorzieningen waaronder diverse winkels, een supermarkt, cafés, restaurants, huisartsenpost, speeltuin en een sportcomplex met voetbalvelden en tennisbanen. Sinds 2009 beschikt Schimmert over 'BredeSchool Schimortera' waarin de basisschool, bibliotheek, Jong Nederland, buitenschoolse opvang en peuterspeelzaal gevestigd zijn. Naast dit gebouw ligt ook de sporthal 'Meester Bouwens zaal'. Sinds 2017 beschikt Schimmert over een nieuw multifunctioneel gemeenschapshuis welke gelegen is aan het eveneens vernieuwde Oranjeplein.

## Natuur en landschap
Schimmert is gelegen op het Centraal Plateau op een hoogte van ongeveer 130 meter. Dit is een landbouwgebied doorsneden door een aantal oude wegen en paden. Ten zuiden van Schimmert, voornamelijk in de gemeente Valkenburg aan de Geul, ligt het Ravensbosch, een hellingbos en natuurgebied.

## Verenigingsleven
Schimmert wordt gekenmerkt door een rijk verenigingsleven. De grotere verenigingen in Schimmert zijn:
- Fanfare Sint Caecilia (opgericht in 1845)
- Voetbalvereniging Schimmert (opgericht in 1940)
- Jong Nederland Schimmert (opgericht in 1949)
- Carnavalsvereniging de Taarbreuk (opgericht in 1956)
- Schuttersgezelschap Sint Sebastiaan (opgericht 1683, ten ruste gegaan tijdens WO II, heropgericht in 1957 )
- Tennisclub de Waterkoel (opgericht in 1977)

Door het jaar heen vinden verder diverse evenementen in het dorp plaats.

## Bedrijventerrein de Steeg
Het bedrijventerrein de Steeg is een kleinschalig, lokaal bedrijventerrein. Op het terrein zijn 16 bedrijfswoningen en 46 bedrijven gevestigd. Begin 2012 is het bedrijventerrein geherstructureerd, waarbij de riolering werd vernieuwd en de bluswatervoorziening en het parkeren werden verbeterd.

## Openbaar vervoer
Schimmert heeft geen treinstation, maar heeft per bus wel (indirecte) aansluiting op grotere en kleinere treinstations in de omgeving, te weten: Heerlen Station, Meerssen Station en Valkenburg Station.

## Personen

### Geboren te Schimmert
- Guillaume Lemmens (1884-1960), bisschop van Roermond (1932-1958)
- Jan Theunissen (1905-1979), bisschop o.m. van Blantyre (Malawi)
- Pieter Eijssen (1906-1988), jurist, vicepresident van de Hoge Raad der Nederlanden
- Otto Hermans (1950), Nederlands tandarts en politicus
- Iris Frederix (1981), kunstschilder

### Overleden te Schimmert
- Charles Eyck (1897-1983), beeldend kunstenaar

### Wonend te Schimmert
- Désirée Schmalschläger[2] (1965), Nederlands politica

## Nabijgelegen plaatsen
| Beek       |          | Spaubeek               |  | Nuth |
|            |          |                        |  |      |
| Ulestraten | Hulsberg |                        |  |      |
|            |          |                        |  |      |
| Meerssen   |          | Valkenburg aan de Geul |  |      |

Dorpen: Aalbeek · Amstenrade · Arensgenhout · Bingelrade · Doenrade · Hulsberg · Jabeek · Merkelbeek · Nuth · Oirsbeek · Puth · Schimmert · Schinnen · Schinveld · Sweikhuizen · Vaesrade · Wijnandsrade

Buurtschappen en gehuchten: Bovenste Puth · Brand · Breinder · Brommelen · Daniken (deels) · Douvergenhout · Etzenrade · Gracht · Grijzegrubben · Haasdal · Hegge · Heisterbrug · Helle · Hellebroek · Hommert · Hunnecum · Kamp · Kathagen · Klein-Doenrade · Kleingenhout · Kling · Kruis · Laar · Leeuw · Nagelbeek · Nierhoven · Oensel · Onderste Puth · Op de Bies · Op den Hering · Oppeven · Reuken · Swier · Terstraten · Tervoorst · Thull · Viel · Vink · Wintraak · Wissengracht · Wolfhagen

Limburg: Steden en dorpen      Nederland: Provincies · Gemeenten